# الیزابت هسن و راین
دوشس اعظم الیزابت فئودورونا روسیه روسی: Елизавета Фëдоровна Романова (با نام زمان تولد شاهزاده الیزابت هسن و توسط راین؛(زادهٔ ۱ نوامبر ۱۸۶۴ – درگذشتهٔ ۱۸ ژوئیه ۱۹۱۸)، شاهدخت] آلمانی از دوک‌نشین بزرگ هسن، از خاندان هسن (شاخه خاندان هسن-دارمشتات) و همسر دوک اعظم سرگئی الکساندرویچ، پنجمین پسر الکساندر دوم، امپراتور روسیه و شاهدخت ماری هسن و راین بود.
الیزابت نوه ملکه ویکتوریا و خواهر بزرگتر الکساندرا، آخرین امپراتریس روسیه، به دلیل زیبایی باوقار و کارهای خیریه خود در میان فقرا در جامعه روسیه مشهور شد.  پس از اینکه سازمان رزمی حزب سوسیالیست انقلابی شوهرش را با بمب در سال ۱۹۰۵ ترور کرد، الیزابت علناً قاتل سرگئی، ایوان کالیایف را بخشید و بدون موفقیت برای او مبارزه کرد تا عفو شود. او سپس دربار امپراتوری را ترک کرد و راهبه شد و صومعه مارفو-مارینسکی را تأسیس کرد که برای کمک به مستضعفان مسکو اختصاص داشت. در سال ۱۹۱۸، او دستگیر شد و در نهایت توسط بلشویک‌ها کشته شد. در سال ۱۹۸۱، او توسط کلیسای ارتدوکس روسیه در خارج از کشور و در سال ۱۹۹۲ توسط پاتریاک مسکو به عنوان قدیس شناخته شد.